# 哥威迅语
哥威迅语（Gwich'in language）是哥威迅人所使用的原住民族语言，属于阿萨巴斯卡语系。主要使用地区为加拿大的育空地区与西北地区。主要使用的城镇有因纽维克、阿克拉维克、麦克弗森堡、旧克罗。舊稱庫欽語（英語：Kutchin）。

## 語言現況
在哥威遜族群中，只有相對比較少的人口說哥威遜語。哥威遜語主要有兩種方言：東部方言和西部方言，這兩種方言大致以美加邊境為界。每個村落的語言都有些微差異，包括表達方式，以及諺語等等。根據聯合國教科文組織出版的瀕危語言紅皮書中表示，哥威遜語屬於極度瀕危等級，只有少數使用者，分別有150位住在阿拉斯加，250位住在加拿大西北。